# Nationalteatern
För andra betydelser, se Nationalteatern (olika betydelser).
Nationalteatern var en svensk fri teatergrupp och är ett rockband, del av 1970-talets proggrörelse. Ensemblen bildades 1969 och har sedan 1971 varit verksam med bas i Göteborg. Teatergruppen lade ner verksamheten 1993, medan man fortsatt som ”rockorkester”. Bland medlemmarna som figurerat i Nationalteatern finns Ulf Dageby, Anders Melander, Håkan Nyberg, Hans Mosesson, Torsten ”Totta” Näslund, Nikke Ström, Med Reventberg och Lars-Eric Brossner.

## Historik

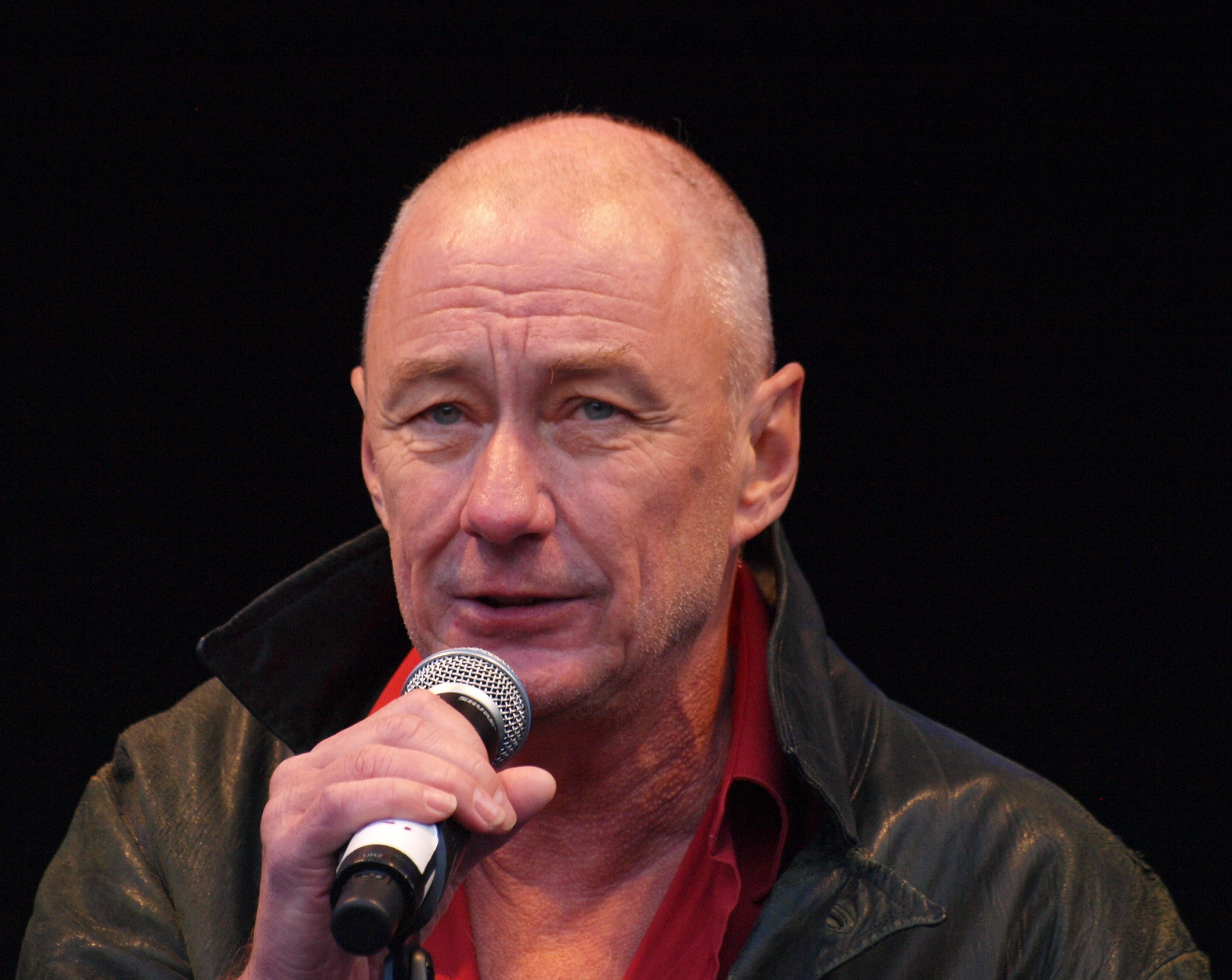
Pale Olofsson 2010.

### Teatergruppen
Nationalteatern bildades som en utbrytargrupp från Lilla teatern i Lund och hette först Gorillateatern, samt var verksam på Kirsebergs fritidsgård i Malmö 1969. Gruppen bytte namn till Nationalteatern 1969, och 1971 flyttades verksamheten till Göteborg, då man ansåg att myndigheterna i Skåne krånglade för mycket. 
Under lång tid var den fasta punkten fritidsgården på Selma Lagerlöfs torg i Hisings Backa (och kan därmed sägas vara en föregångare till Backateatern), där det bland annat producerades ett antal barnföreställningar som visades runt om i Göteborg, i skolor, på fritidsgårdar, och utomhus på lämpliga platser. Ofta fick eleverna på närliggande skolor se pjäserna innan de var klara och komma med kritik. Senare flyttade teatergruppen till Östra Nordstaden och senare till en lokal vid Pustervikskällaren nära Järntorget.
Teatergruppen existerade fram till 1993; den sista pjäsen Nationalteatern satte upp var Familjen Bra efter Joakim Pirinens manus.

### Bandet
Nationalteatern gjorde i början små spelningar och teateruppsättningar, och deras låga budget gjorde det svårt att annonsera och få uppmärksamhet. Pjäserna som Nationalteatern framförde blev alltmer politiska. Skivbolaget MNW hade hört talas om gruppen och gav dem chansen att spela in debutalbumet Ta det som ett löfte 1972. Nationalteaterns texter var vänsterorienterade och socialistiska.
Gruppens mest kända album är Livet är en fest (1974) och Barn av vår tid (1978) vilka innehåller många låtar som blivit klassiker. Albumet "Livet är en fest" och dess titellåt delade namn med den pjäs som man spelat under 1972 och 1973. De drivande musikaliska krafterna i bandet var under denna period Anders Melander och Ulf Dageby. Melander skrev i stort sett samtliga låtar på den första skivan och spelade även de flesta instrumenten på denna. På den andra fick Ulf Dageby allt större inflytande.
Låtarna på de första skivorna var smakprov från Nationalteaterns pjäser och ursprungligen egentligen inte avsedda att framföras separat, utanför sitt sammanhang. Det verkliga politiska budskapet i vissa låtar – exempelvis "Speedy Gonzales" och "Livet är en fest" – från albumet "Livet är en fest" har därför ibland misstolkats. Dessa låtar har ibland kommit att betraktas som förutsättningslös drog- och festmusik trots att det avsedda budskapet egentligen snarast varit det omvända. 
I mitten av 1970-talet gjordes många samarbetsprojekt med liknande grupper, varav det med Nynningen kan sägas vara det största. De kallade sig ibland Nationalteaternynningen då de spelade ihop. Sommaren 1977 var Nationalteatern en av de ledande krafterna i Tältprojektet, ett stort musikteaterprojekt om arbetarrörelsens historia i Sverige som turnerade i hela landet. 
År 1978 kom albumet Barn av vår tid, där titelspåret är en av de mest kända låtarna gruppen framfört. Ulf Dageby var nu den drivande musikaliska kraften i bandet. 
1980 skildes rockgruppen från teaterverksamheten och Nationalteaterns Rockorkester bildades. Denna konstellation gav bara ut en skiva, Rövarkungens ö (1980) och genomförde året därpå en avskedsturné. De återförenades 1991 med två bejublade spelningar på Rondo i Göteborg samt en konsert i Trädgårdsföreningen. Rockorkestern har sedan dess framträtt mer eller mindre regelbundet. Av originalmedlemmarna återstod då Ulf Dageby, Nikke Ström och Håkan Nyberg. År 2002 anslöt gitarristen Håkan Svensson till bandet. Efter Totta Näslunds död 2005 blev Mattias Hellberg sångare i Nationalteatern.
År 2002 spelades det in en tribute-skiva till Nationalteatern med namnet Nationalsånger - Hymner från Vågen och EPAs torg med bland annat The Ark, Regina Lund, Backyard Babies och Hellacopters. I början på 2015 meddelade Ulf Dageby att bandet inte skulle spela ihop alls under året, men 2018 började de turnera igen med en delvis ny banduppsättning.

### Femtioårsfirande och dokumentärfilm
Vid samlande av Nationalteaterns forna medlemmar för ett femtioårsfirande gjorde Pontus Hjorthén 2021 filmen Vi är barn av vår tid.

## Influenser
Musikaliskt har Nationalteatern fått en särställning inom svensk musik, såväl inom proggrörelsen som inom den moderna svenska populärmusiken överhuvudtaget. Influenserna kom främst från utlandet, exempelvis från Bob Dylan, Lou Reed, David Bowie och amerikansk soulmusik. Musiken är också betydligt mer rockbetonad än merparten av den samtida proggmusiken, där influenserna i högre grad kom från den svenska folkmusiken och vistraditionen.
Ulf Dageby har också i en intervju berättat om sitt ambivalenta förhållande till svensk musik under proggtiden och hur han själv alltid främst har lyssnat på amerikansk musik. Förmodligen har detta, tillsammans med experimentlusta och begåvade musiker och sångare, bidragit starkt till att gruppen kunde skapa musik som framstår som tidlös – trots att låtarna ofta avsåg att behandla dagsaktuella ämnen och företeelser – och som sedan länge har överlevt de teaterpjäser och kabaréer som den ursprungligen skrevs för. 

## Medlemmar

### Nuvarande
- Håkan Nyberg (1980–)
- Håkan Svensson (2002–)
- Kalle Gustafsson Jerneholm (2018-)
- Stefan Missios (2018-)
- Matilda Sjöström (2014-)
- Ulf "Vinyl" Stenberg (2014-)

### Tidigare
- Ulf Dageby (1971–2024)
- Andreas Bernström (?)
- Bengt "Bengan" Blomgren
- Lars Brandeby (?–2011)
- Lars-Eric Brossner
- Inga Edwards
- Henrik Sivertsson
- Lars Jacob Jakobsson
- Jussi Larnö
- Anders Melander
- Hans Mosesson
- Torsten "Totta" Näslund
- Pale Olofsson
- Med Reventberg (?–2021)
- Anki Rahlskog
- Ulf "Vinyl" Stenberg
- Hans Wiktorsson
- Peter Wahlqvist
- Håkan Wennberg
- Göran Ekstrand
- Maria Grahn
- Jakob Spärrman
- Jaqee Nakiri
- Kurt Bünz
- Mattias Hellberg (2005–2014)
- Nikke Ström (1976–2014)

## Verk

### Diskografi
- 1972 – Ta det som ett löfte ... ta det inte som ett hot
- 1974 – Livet är en fest
- 1975 – Doin' the omoralisk schlagerfestival
- 1976 – Kåldolmar & kalsipper
- 1977 – Vi kommer att leva igen (tillsammans med Nynningen)
- 1978 – Rädda varven (Singel)
- 1978 – Barn av vår tid
- 1979 – Rockormen
- 1980 – Rövarkungens ö
- 1981 – Luffarrock - En lurkmusikal
- 1987 – Peter Pan
- 1988 – Nationalteaterns Greatest Hits
- 1991 – Nationalteaterns Rockorkester Live
- 2002 – Livet är en fest: en samling 1972-80
- 2007 – Live 2006
- 2007 – Klassiker

#### Samlingar
- 1975 – Ett samlat grepp från götet
- 1977 – Vi äro tusenden
- 1978 – Från flykt till kamp

### Filmografi
- 2008 - Live 2006 (DVD)

## Priser och utmärkelser
- 2014 – Invald i Swedish Music Hall of Fame[10]